# Garfield
Garfield là một bộ truyện tranh được độc quyền phát hành hàng ngày của tác giả Jim Davis. Nó ghi lại theo thời gian cuộc đời của các nhân vật Garfield, một con mèo mướp, chủ của nó, Jon Arbuckle, và con chó, Odie. Đến năm 2007, nó được đăng tại 2.570 tờ báo và tạp chí và hiện đang giữ Kỷ lục Guinness Thế giới về bộ truyện tranh được phát hành trên nhiều báo nhất. Mức độ phổ biến của bộ truyện đã được chuyển thể thành loạt phim hoạt hình trên TV, vài chương trình hoạt hình đặc biệt và hai bộ phim người đóng, cũng như một lượng lớn hàng hóa liên quan đến Garfield, điển hình như đồ chơi.
Vào năm 2008, Garfield (cả truyện tranh và chính Garfield) sẽ tổ chức lễ kỷ niệm lần thứ 30.